# Luzjusz Kwietus
Luzjusz Kwietus (łac. Lusius Quietus) – rzymski oficer i legat Judei w 117, pochodzenia mauretańskiego.
Luzjusz Kwietus był synem wodza plemiennego z niezależnej od Rzymu części obecnego Maroka. Ojciec Luzjusza i jego wojownicy wspomagali rzymskie legiony w ich wysiłkach przy pacyfikacji prowinji rzymskiej Mauretania Tingitana podczas rewolty Aedemona w latach 40. I wieku. Będąc przydatnym sojusznikiem na tamtym obszarze został uhonorowany przyznaniem rzymskiego obywatelstwa. Luzjusz służył jako oficer pomocniczy w rzymskiej kawalerii, rekrutującej się z wolnych plemion mauretańskich. Cesarz Domicjan nagrodził go podnosząc do stanu ekwickiego, jednak później zdegradował za niesubordynację. Luzjusz służył jako dowódca kawalerii Trajana podczas ciężkiej kampanii dackiej (jego berberyjska kawaleria z ogolonymi głowami jest przedstawiona na kolumnie Trajana w Rzymie). 
Został mianowany senatorem, legatem (legatus Augusti pro praetore) prowincji Judei, a nawet wybrany konsulem dodatkowym (consul suffectus) w 117. W czasie kampanii partyjskiej Trajana grupa Żydów zamieszkująca Mezopotamię podniosła bunt, który został bezlitośnie stłumiony przez Luzjusza Kwietusa. Jego duża popularność spowodowała, że zaczęto go podejrzewać o to, że chciał zabić Hadriana i zostać cesarzem. W następstwie tego Kwietusa zwolniono z armii, a następnie zgładzono.